# Campionat d'Europa de Futbol sub-21 de la UEFA 1994
El Campionat d'Europa de Futbol sub-21 1994 dura dos anys (1992-1994). La selecció d'Itàlia es proclamà vencedora per segona vegada.

## Fase final
Disputada a França el 1994.
| Quarts de final - França 2-0 Rússia - Rússia 0-1 França · França guanya 3-0 · en el global · - Itàlia 3-0 Txecoslovàquia - Txecoslovàquia 1-0 Itàlia · Itàlia guanya 3-1 · en el global · - Polònia 1-3 Portugal - Portugal 2-0 Polònia · Portugal guanya 5-1 · en el global · - Espanya 0-0 Grècia - Grècia 2-4 Espanya · Espanya guanya 4-2 · en el global | Semi-finals - Portugal 2-0 Espanya · a Nimes · Portugal passa a la final · - França 0-0 Itàlia (aet) · a Montpeller · Itàlia guanya 5-3 · per penals | Partit pel 3r lloc - Espanya 2-1 França · a Nimes Espanya 3r · França 4t | Final - Itàlia 1-0 Portugal · a Montpeller Itàlia campió · Portugal subcampió |

## Resultat
| Guanyadors del Campionat d'Europa de Futbol sub-21 de la UEFA 1994 · Itàlia · 2n Títol |